# پرواز ۱۷۵
پرواز ۱۷۵ فیلمی به کارگردانی و نویسندگی محمدحسین حقیقت محصول ۱۴۰۲ است. این فیلم در بخش نگاه نو چهل و دومین دورهٔ جشنواره فجر حضور دارد.

## داستان فیلم
ماجرا از آن‌جا آغاز می‌شود که یک کودک جنوبی یک ماهی صید می‌کند. او در کمال تعجب در شکم ماهی متوجه چیزی می‌شود. چیزی که در شکم ماهی پیدا می‌شود؛ انگشتری است که به یکی از شهدای مفقودالاثر جنگ ایران و عراق تعلق دارد. ادامهٔ داستان این فیلم با پیچ و خم‌های خود، طوری جلو می‌رود که این انگشتر به دست مادر این شهید که سالهاست چشم‌انتظار خبری از پسرش است؛ برسد.